# Stenbeck (TV-serie)
Stenbeck är en svensk dramaserie som hade premiär på SVT Play den 7 mars och på SVT den 10 mars 2025. Serien, som består av fem avsnitt, är regisserad av Goran Kapetanović med ett manus skrivet av Alex Haridi, Lotta Erikson och Helene Lindholm. Den är baserad på Per Anderssons biografi över Jan Stenbeck, Stenbeck: en biografi över en framgångsrik affärsman.

## Handling
Serien kretsar kring den svenska entreprenören och mediamogulen Jan Stenbeck och följer honom från 1977 till 1992. Under denna period tog Jan Stenbeck över familjeföretaget Kinnevik och utmanövrerade sin syster Margaretha af Ugglas.

## Rollista (i urval)
Huvudroller
- Jakob Oftebro – Jan Stenbeck
- Zoe Boyle – Merrill Stenbeck
- Niklas Engdahl – Hugo Stenbeck junior
- Tove Edfeldt – Reidun Stenbeck
- Julia Marko-Nord – Elisabeth Silfverstolpe
- Malin Crépin – Margaretha af Ugglas
- Hannes Meidal – Bertil af Ugglas
- Lars Lind – Hugo Stenbeck
- Irene Lindh – Märtha Stenbeck
- Johannes Wanselow – Jan Steinmann
- Elsa Öhrn – Annie Wegelius
- Jesper Söderblom – Pelle Törnberg
- Per Lasson – Lars Engqvist
- Sven Ahlström – Peter Wallenberg
- Malin Persson – Stina Dabrowski
- Gerhard Hoberstorfer – revisor Knut Ranby
- Johan Mörn – Shelby Bryan
- Iggy Malmborg – Oskar
- Nils Wetterholm – Marcus
- Violetta Barsotti – Chiara
- Simone Spinazzè – Eduardo

Dessutom medverkar bl.a.
- Jan Coster – programledare för debattprogram
- Åsa Eek Engquist – fru Asta
- Tom Eivemark – von Horn
- Mia Eriksson – journalist
- Johan Holmberg – Märtha Stenbecks advokat
- Donald Högberg – ordförande på bolagsstämma (advokat Kurt Winberg)
- Anders Jansson – Tony Hagström
- Johan Karlberg – ordförande i Kinnevik
- Lars Magnus Larsson – husläkare
- Einar Laurell – Klingspor
- Pär Luttropp – systrarnas advokat
- Anders Mårtensson – Carl Bildts röst
- Anders Nordahl – taxichaufför
- Andreas T. Olsson – ekonomichef
- Göran Parkrud – Torsten
- Hanna Ullerstam – Agneta, Företagstelefon AB

## Produktion
Serien är producerad av Lejla Bešic för FLX, i samproduktion med SVT, Film i Väst, DR, NRK, RUV och Yle. Den började spelas in i februari 2024 i Hindås.